# Höyücek
Höyücek ist ein etwa 35 km von Burdur entfernt liegender neolithischer Fundort in der Türkei.
Der Siedlungshügel erhebt sich mit einem Durchmesser von 120 m nur 3,5 m über die umliegende Landschaft. Seine Kulturschichten haben dennoch, wie die Grabungen zwischen 1989 und 1992 zeigten, eine Mächtigkeit von 7,5 m, da sie bis zu 4 m unter das heutige Bodenniveau reichen.
Der Ort wurde bereits im frühen Neolithikum gegründet, während die exakte Stratigraphie des Ortes nicht geklärt werden konnte. Die am besten erhaltenen Hausgrundrisse entstanden in der zweiten Hälfte des 7. Jahrtausends v. Chr. Sie waren aus Lehmziegeln errichtet und wurden durch Pfosten untergliedert, die das Dach trugen. Möglicherweise handelt es sich bei einem besser erhaltenen Gebäude um einen Kultbau; darauf lässt das Inventar schließen.
Auch die darüber liegende Phase gehört noch dem Neolithikum an. Architektonische Überreste waren hier spärlich erhalten. Auffällig waren jedoch in dieser Phase bestehende verputzte Flächen, auf welchen neben Geschirr und Alltagsgegenständen auch Figurinen standen.
Der Höyücek wurde 1989 bis 1992 unter Leitung von Refik Duru ausgegraben. Die Funde aus Höyücek werden im Archäologischen Museum Burdur gezeigt.